# بيتر بايك
بيتر بايك هو سياسي أسترالي، ولد في 3 نوفمبر 1879 في لاونسستون في أستراليا، وتوفي بنفس المكان في 3 سبتمبر 1949. نشط حزبياً في حزب العمال الأسترالي. وقد انتخب Speaker of the Tasmanian House of Assembly ‏ (29 يونيو 1948 – 3 سبتمبر 1949) وانتخب عضو مجلس نواب تسمانيا ‏ عن دائرة Division of Wilmot (state) ‏ (5 أغسطس 1943 – 3 سبتمبر 1949).